# Angela Schoellig
Angela P. Schoellig (* 1983) ist eine deutsche Informatikerin und Hochschullehrerin. Sie ist Alexander-von-Humboldt-Professorin für Robotik und Künstliche Intelligenz an der Technischen Universität München. Sie ist zudem Associate Professorin am University of Toronto Institute for Aerospace Studies und Fakultätsmitglied des Vector Institute in Toronto. Als international anerkannte Expertin auf dem Gebiet Robotik und Künstliche Intelligenz forscht sie auf den Gebieten Robotik, Steuer- und Regelungstechnik und Maschinelles Lernen.

## Leben und Werk
Schoellig studierte 2002 nach dem Abitur am Max-Born-Gymnasium Backnang Engineering Science & Mechanics am Georgia Institute of Technology. Sie erhielt dort 2007 den Master of Science in Engineering Science & Mechanics. Anschließend erwarb sie 2008 den Diplom-Ingenieur-Abschluss an der Universität Stuttgart. Am Institute for Dynamic Systems and Control, Dept. of Mechanical and Process Engineering an der ETH Zürich promovierte sie 2012 bei Raffaello D’Andrea mit der Dissertation: Improving tracking performance by learning from past data.
Von 2008 bis 2012 forschte sie als wissenschaftliche Assistentin und 2012 als Postdoktorandin an der ETH Zürich. Anschließend wurde sie 2013 Assistenzprofessorin an der Universität Toronto, erhielt 2019 einen Canada Research Chair und wurde 2020 zur Associate Professor befördert. 2021 erhielt sie die Alexander von Humboldt-Professur für Künstliche Intelligenz an der Technischen Universität München, wo sie den Lehrstuhl für Sicherheit, Performance und Zuverlässigkeit von Lernsystemen im Department für Technische Informatik innehat.
Sie leitete Torontos Team für die SAE/GM AutoDrive Challenge, ein Hochschul-Wettbewerbsteam für selbstfahrende Autos, und ist zusammen mit Sebastian Thrun (Stanford) und Nicholas Roy (MIT) Dozentin für den Nanodegree Flying Car von Udacity.

## Forschung
Sie forscht sie zu Robotik, Steuerung und maschinellem Lernen und arbeitet sowohl theoretisch als auch an praktischen Anwendungen. Zu ihren Schwerpunkten gehören Flugroboter, selbstfahrende Autos und mobile Manipulatoren (mobile Plattformen mit Roboterarmen). Mit ihren selbstfahrenden Autos hat sie beispielsweise mehrere Wettbewerbe gewonnen.
Schoelligs Labor in Toronto ist weltweit bekannt für seine Tests von Algorithmen mit echten Robotern, oft unter anspruchsvollen Bedingungen im Freien, darunter Tagebaue in Afrika, der Luftraum über der Innenstadt von Montreal, eine Modellstadt für die Forschung zu autonomen Fahrzeugen in Michigan und das Mars Emulation Terrain der kanadischen Raumfahrtbehörde. Ihr Forschungsschwerpunkt liegt darauf, Roboter intelligenter und sicherer zu machen, indem sie ihr Verständnis für ihre Umgebung und ihre Interaktion mit ihr verbessern.
Am 7. Juli 2025 betrug ihr h-Index bei Google Scholar 50.
Sie ist Mitglied des Direktoriums des Munich Institute of Robotics and Machine Intelligence (MIRMI) und Koordinatorin des Robotics Institute Germany (RIG) und Mitherausgeberin des International Journal of Robotics Research  (IJRR).

## Auszeichnungen und Ehrungen (Auswahl)
- 2013: Von Robohub.org  als eine der 25 Frauen in der Robotik, die Sie kennen sollten ausgezeichnet.
- 2013: ETH-Medaille (verliehen an die besten 8 % der Doktorarbeiten der ETH Zürich)[10]
- 2013: Dimitris N. Chorafas Foundation Prize
- 2015: Finalistin des Drones For Good-Wettbewerbs
- 2015: Connaught New Researcher Award
- 2017: Nachwuchsforscherpreis des Ministeriums für Forschung, Innovation und Wissenschaft
- 2017: Sloan-Forschungsstipendium
- 2017: 35 Innovators Under 35 des MIT Technology Review[11]
- 2019: RSS Early Career Spotlight Award
- 2018 bis 2021: Viermal erster Platz bei der nordamerikanischen SAE AutoDrive Challenge
- 2020: Alexander von Humboldt-Professur für Robotik und Künstliche Intelligenz
- 2022: NSERC Arthur B. McDonald-Stipendium[12]